# San Nicola da Crissa

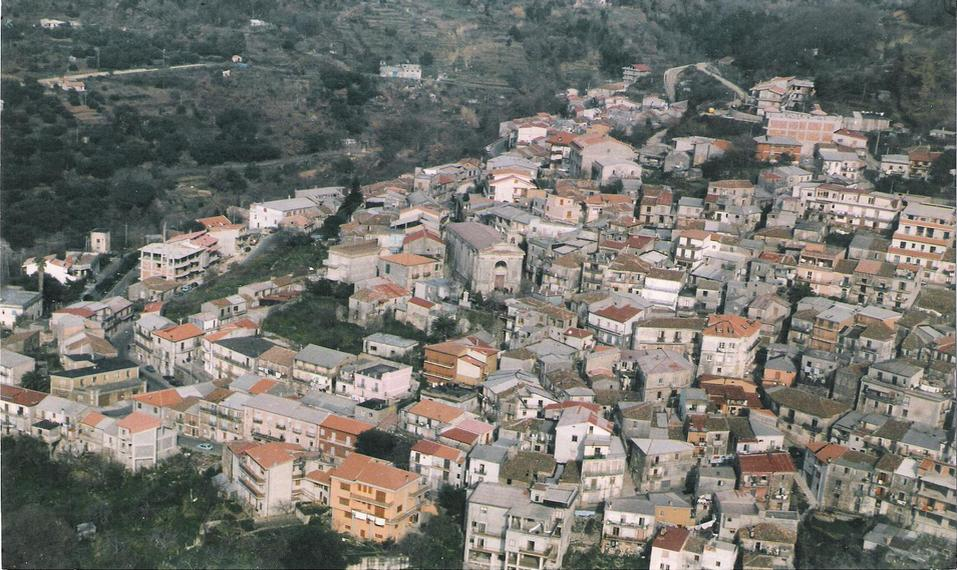
Blick auf San Nicola da Crissa

San Nicola da Crissa ist eine süditalienische Gemeinde (comune) mit 1203 Einwohnern (Stand 31. Dezember 2023) in der Provinz Vibo Valentia in Kalabrien. Die Gemeinde liegt etwa 16 Kilometer ostsüdöstlich von Vibo Valentia und grenzt unmittelbar an die Provinz Cosenza.

## Geschichte
Die Stadt Crissa war eine griechische Kolonie der Stadt Focea antica in Kleinasien um 650 vor Christus.
Die Römer zerstörten die Stadt.

## Verkehr
Durch die Gemeinde führt die Strada Statale 110 di Monte Cucco e Monte Pecoraro von Monasterace nach Pizzo.